# Clícides
Els Clícides (en grec antic Κλύτιδαι) van ser una genos o família d'endevins grecs originària d'Olímpia i rival de la família dels iàmides, i que també intervenien a l'oracle d'Olímpia.
Es deien descendents de Clici, un heroi, fill d'Alcmeó i d'Alfesibea (o Arsínoe, segons altres), net de l'endeví Amfiarau i besnet del també endeví Oïcles. Clici va emigrar a Elis perquè no va voler conviure amb els germans de la seva mare que havien matat Alcmeó.
En temps d'Heròdot, com ell explica, deien que eren una branca de la família dels iàmides, amb els quals compartien les tècniques endevinatòries sobretot les de l'empiromància, o art d'endevinar cremant fulles de llorer. També diu que es van donar el nom de melampòdides, o descendents de Melamp, un famós endeví. Sembla que volien trencar amb el seu passat i amb la subordinació que tenien respecte als iàmides. Només es coneixen tres noms dels clícides, tots tres anteriors al segle i aC: Tisamen d'Elis, Teògon i Eperast. Les tauletes sagrades d'Olímpia donen altres noms, ja d'època romana, entre els anys 36 aC i el 265.